# Instrumentalno pogojevanje
Je ena izmed štirih vrst učenja, naprednejša od klasičnega pogojevanja. Pri tej vrsti učenja se spremeni verjetnost nekega odziva ali reakcije glede na posledice, ki ga ima to vedenje za posameznika. Če so posledice za nek osebek pozitivne, se vedenje utrdi, postane pogostejše, če pa so posledice za nek osebek negativne, pa postane vedenje redkejše ali pa izgine. Uporabno je pri učenju majhnih otrok, pri dresiranju živali, prevzgoji obsojenih (zaporne kazni). Instrumentalno učenje ni učinkovito v vseh primerih, saj se lahko na primer odrasli ljudje za neko vedenje odločajo vedno znova, ne glede na njegove posledice (na primer zaradi dostojanstva ipd.) Učenje z instrumentalnim pogojevanjem poteka s podkrepitvami in kaznovanjem.

## Potek učenja
Podkrepitve
Podkrepitve so dražljaji in dogodki, ki povečajo verjetnost nekega vedenja, ki mu sledi. To so vse pozitivne posledice: npr. za žival je to hrana, za človeka denar ipd.
Kaznovanje
Kazen je neprijeten dražljaj ali dogodek, ki zmanjšuje verjetnost, da se bo neko vedenje pojavilo.